# Aubais
Aubais – miejscowość i gmina we Francji, w regionie Oksytania, w departamencie Gard.
Według danych na rok 1990 gminę zamieszkiwało 1541 osób, a gęstość zaludnienia wynosiła 131 osób/km² (wśród 1545 gmin Langwedocji-Roussillon Aubais plasuje się na 245. miejscu pod względem liczby ludności, natomiast pod względem powierzchni na miejscu 661.).